# Carl Scholz (Architekt)
Johann Carl Heinrich Gustawowitsch Scholz (russisch Карл Густавович Шольц; * 1836 in Goldberg; † 1907 in Sumy) war ein deutscher Architekt im russischen Kaiserreich.

## Leben
Scholz kam Ende der 1860er Jahre auf Einladung der Familie der Fürsten Barjatinski in das Gouvernement Kursk, um zusammen mit Ippolito Monighetti das Herrenhaus Marjino in Iwanowskoje, Ujesd Lgow, umzubauen. Der Name Marjino erinnert an die preußische Diplomatentochter Maria Keller (1792–1858), die zweite Frau des Fürsten Iwan Iwanowitsch Barjatinski, zu deren Ehre im Park auf einer Insel im See eine kleine Kirche gebaut wurde. Dort eröffnete Scholz auch eine Fabrik für Dreh- und Schnitzprodukte sowie Möbel auf Bestellung, die bei diesem Umbau und in vielen anderen Bauten eingesetzt wurden. Bei der Innenausstattung des Herrenhauses Marjino wirkte Fjodor Antonowitsch Bruni mit.

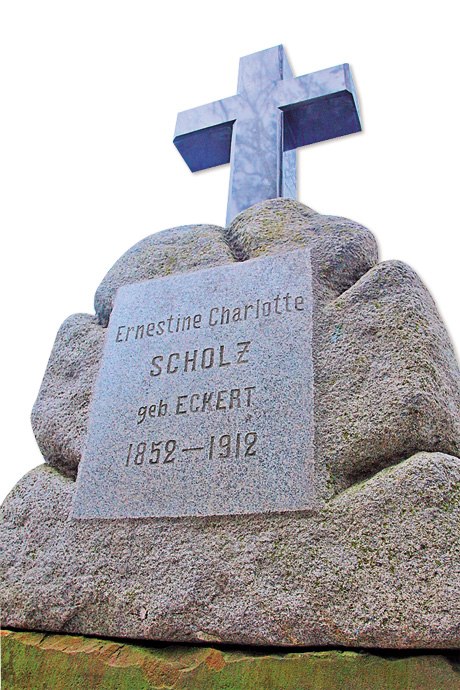
Scholz-Grab, Peter-und-Paul-Friedhof, Sumy

1878 heiratete Scholz Ernestine Charlotte Maria Eckert (1852–1912), die im Herrenhaus Marjino arbeitete. Sie stammte aus Quenstedt. Ihr Vater Ernst Eckert war Lokomotivführer, zog mit seiner Familie 1860 nach Nowgorod, führte Lokomotiven auf der Strecke Moskau-Nischni Nowgorod, lebte in Taganrog und schließlich im Dorf Lobanowo im Gouvernement Orjol, wo Fürst Alexei Borissowitsch Lobanow-Rostowski Ernestine Eckert nach Marjino empfahl. Die Familie Scholz lebte lange in Iwanowskoje. Es war nicht weit zu den großen Städten Kursk, Rylsk und Sumy, so dass der Verkehr zu Kunden einfach war. Die Familie Scholz gehörte zur örtlichen lutherischen Kirchengemeinde und nahm auch an russisch-orthodoxen Gottesdiensten in Iwanowskoje teil. Ernestine Scholz spendete regelmäßig für Bedürftige der lutherischen und russisch-orthodoxen Gemeinde. Das Ehepaar Scholz hatte 5 Kinder: Ernest Wilhelm Gustav, Julia, Emma, Adel und Olga.
Für die Kaufmannsfamilie Filimonow, die durch die Einfuhr österreichischer Sensen reich geworden war, baute Scholz ein Haus in Rylsk, das jetzt eine Sehenswürdigkeit ist und von einer Kinderkunstschule genutzt wird. In Sumy führte er 1884–1886 mit dem Bauunternehmer Fainberg das Projekt für den Bau des Semstwo-Gebäudes durch, das jetzt Heimatmuseum ist. Darauf baute er in Sumy das Haus der Gutsbesitzerin Paraska Nikolajewna Schteritschewa um.
Mitte der 1880er Jahre lernte Scholz den Zuckerunternehmer Pawel Iwanowitsch Charitonenko kennen, für den er nun viele Projekte durchführte. Zunächst baute er für ihn in Krasnaja Jaruga eine Zuckerfabrik und eine Datsche. 1898 kaufte Charitonenko von der verarmten Familie Tarnowski für 1 Million Rubel das prächtige Herrenhaus Katschanowka (Rajon Itschnja) als Hochzeitsgeschenk für seine Tochter Jelena, das Scholz nun zwei Jahre lang umbaute und modernisierte. Für die Elektrifizierung baute er ein Kraftwerk, und eine Telefonanlage wurde installiert. Wegen der vielen Arbeit für Charitonenko nahm Scholz nach 30 Jahren in Iwanowskoje das Angebot Charitonenkos an und übersiedelte mit seiner Familie nach Sumy, wo er 1900 sein neues Anwesen neben dem Charitonenko-Herrenhaus bezog. 1901 begann er das von Charitonenko finanzierte Projekt für den Bau der Dreifaltigkeitskathedrale in Sumy, wobei der Mosaikfußboden ein eigenes Projekt von Alexei Wiktorowitsch Schtschussew war. Als Scholz 1907 starb, führte sein Sohn Gustav Scholz das Projekt weiter. Charitonenkos Tod 1914 unterbrach den Bau. Nach Erstem Weltkrieg und Russischem Bürgerkrieg wurde das Gebäude als Museum und Haus der Orgelmusik genutzt, Erst 1996 wurde ein Teil der Kathedrale für die Gläubigen geöffnet. Am 1. Juli 2013 wurde an der Dreifaltigkeitskathedrale eine Gedenktafel für Carl Scholz angebracht, wozu auch seine Nachkommen gekommen waren.

## Werke

Herrenhaus Marjino, Fassadenentwurf (Carl Scholz, 1873)
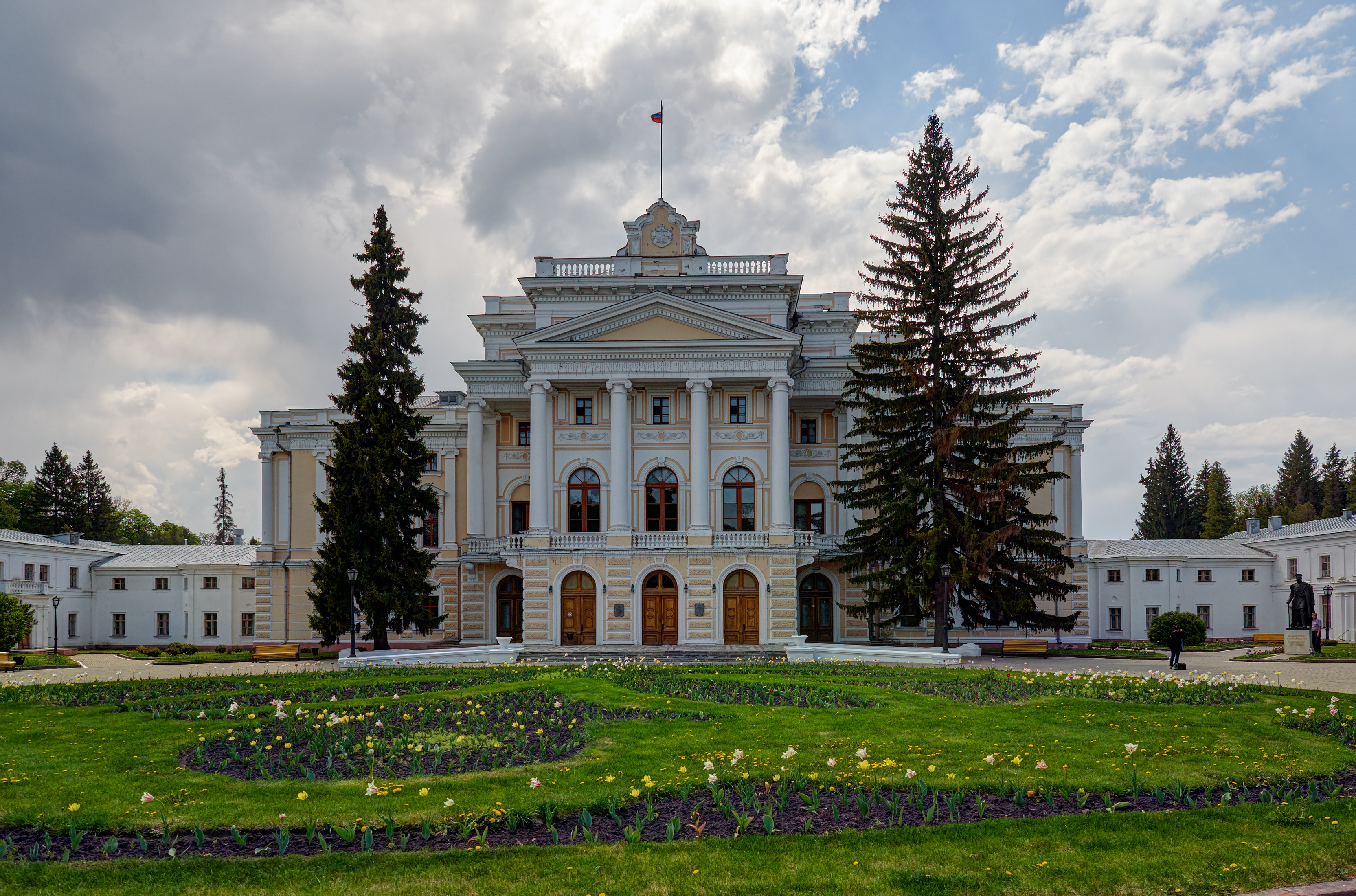
Herrenhaus Marjino
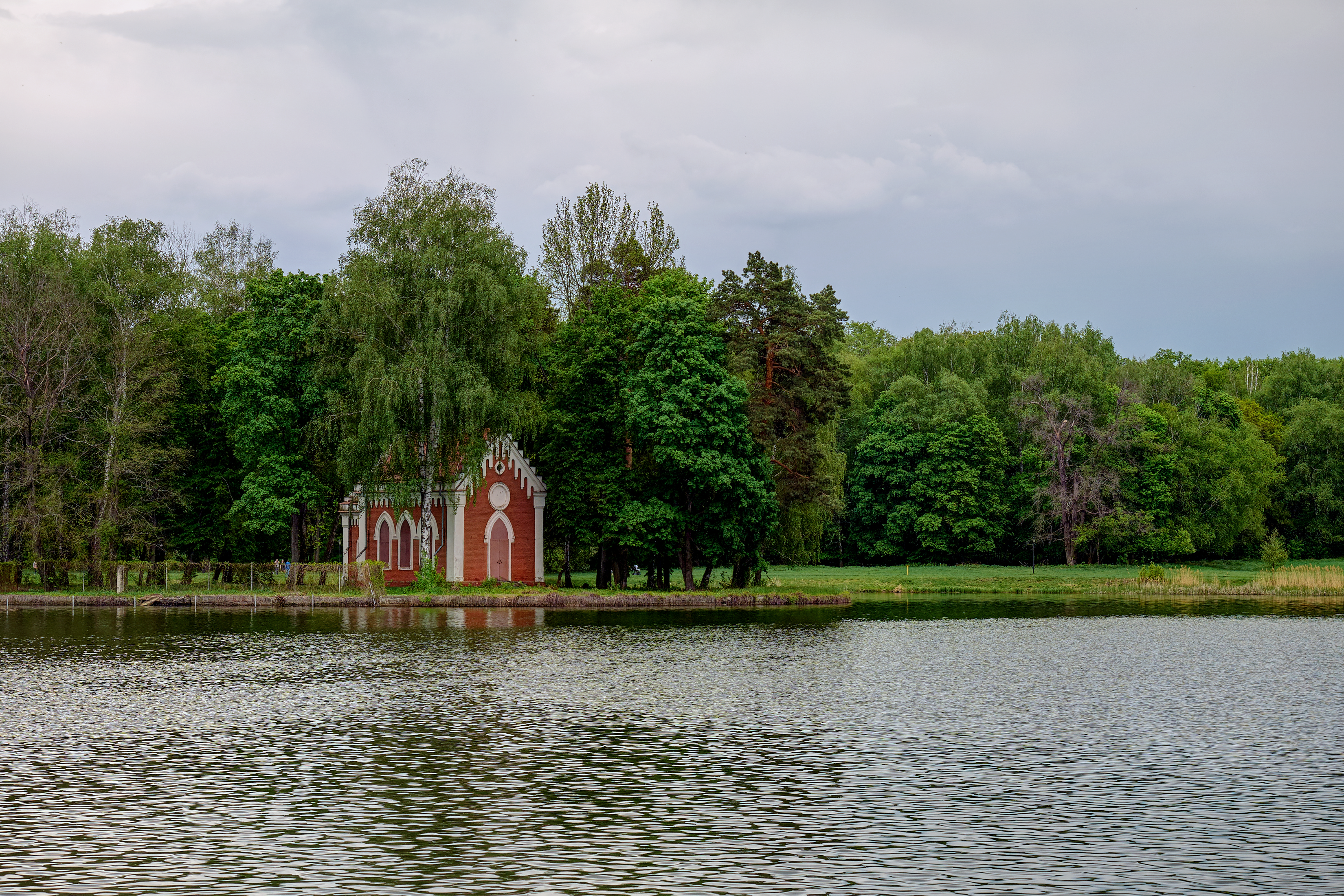
Kirche im Park Marjino
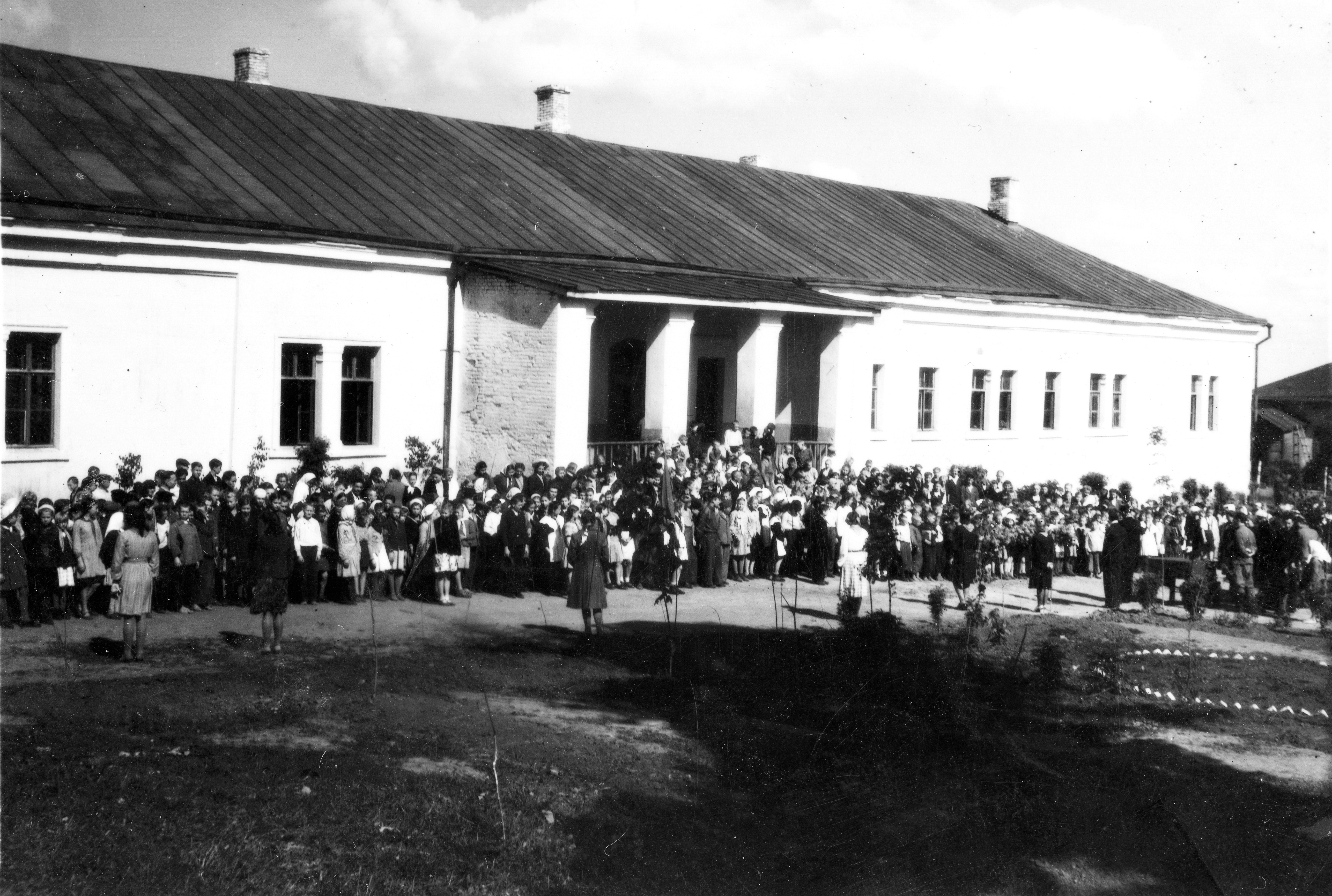
Scholz-Fabrik (seit 1950 Schule in Iwanowskoje, 1976 abgerissen)
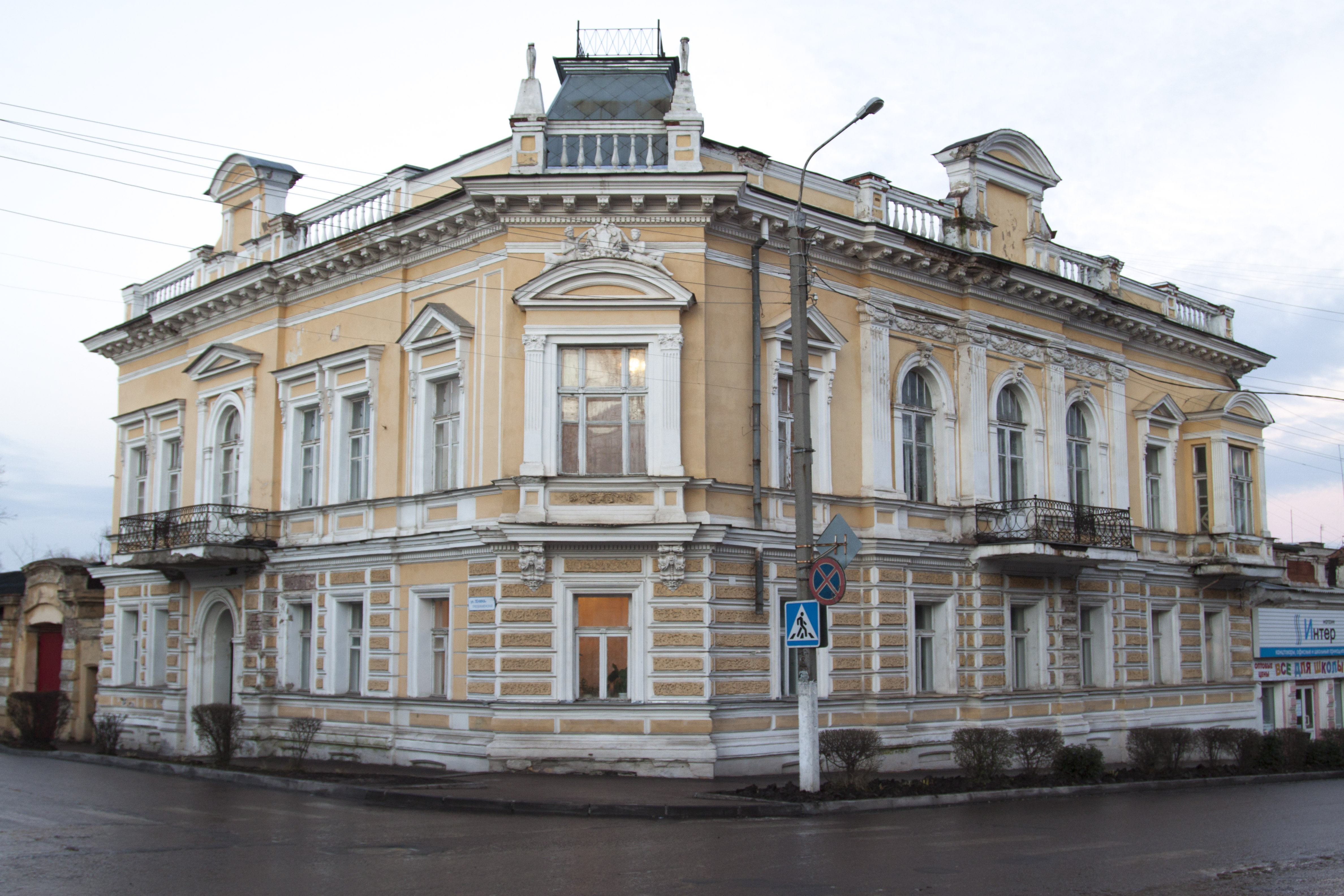
Filimonow-Haus, Rylsk
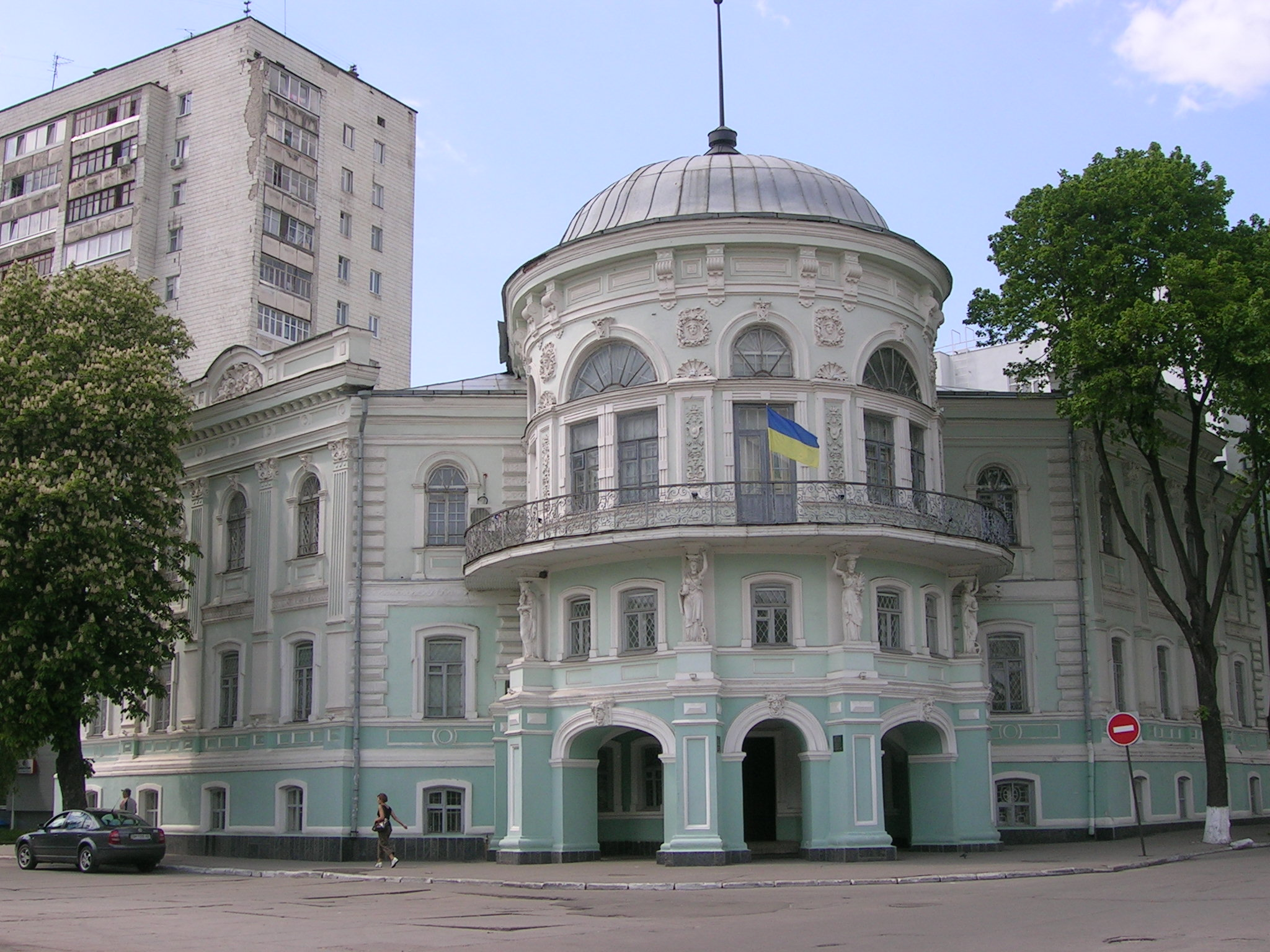
Semstwo-Gebäude, Sumy
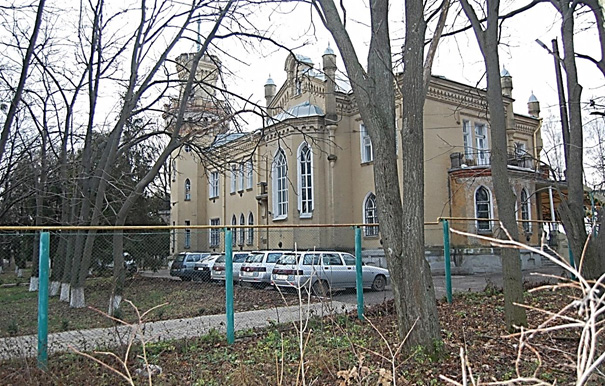
Schteritschew-Haus, Sumy
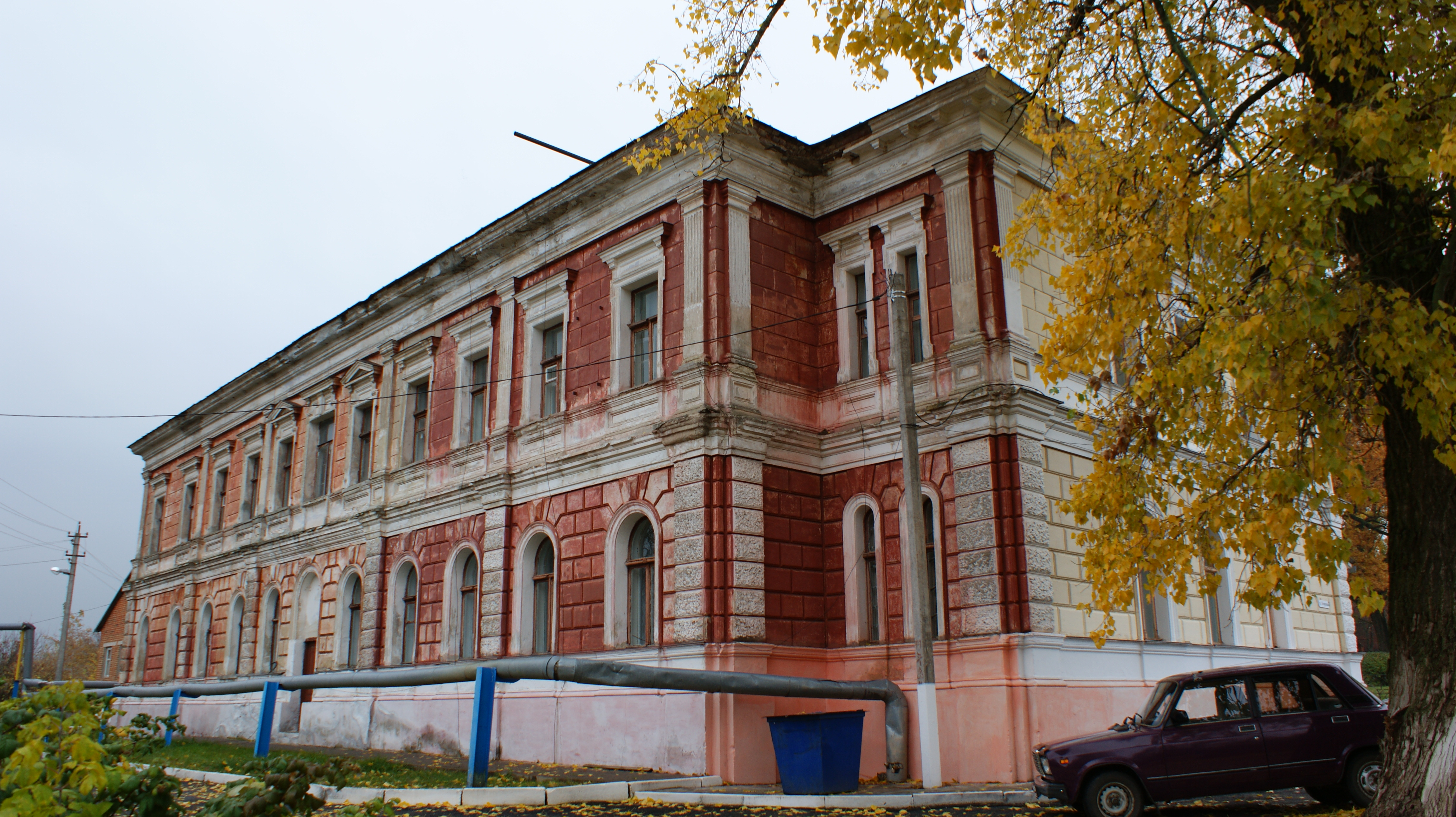
Verwaltungsgebäude der Charitonenko-Zuckerfabrik, Krasnaja Jaruga
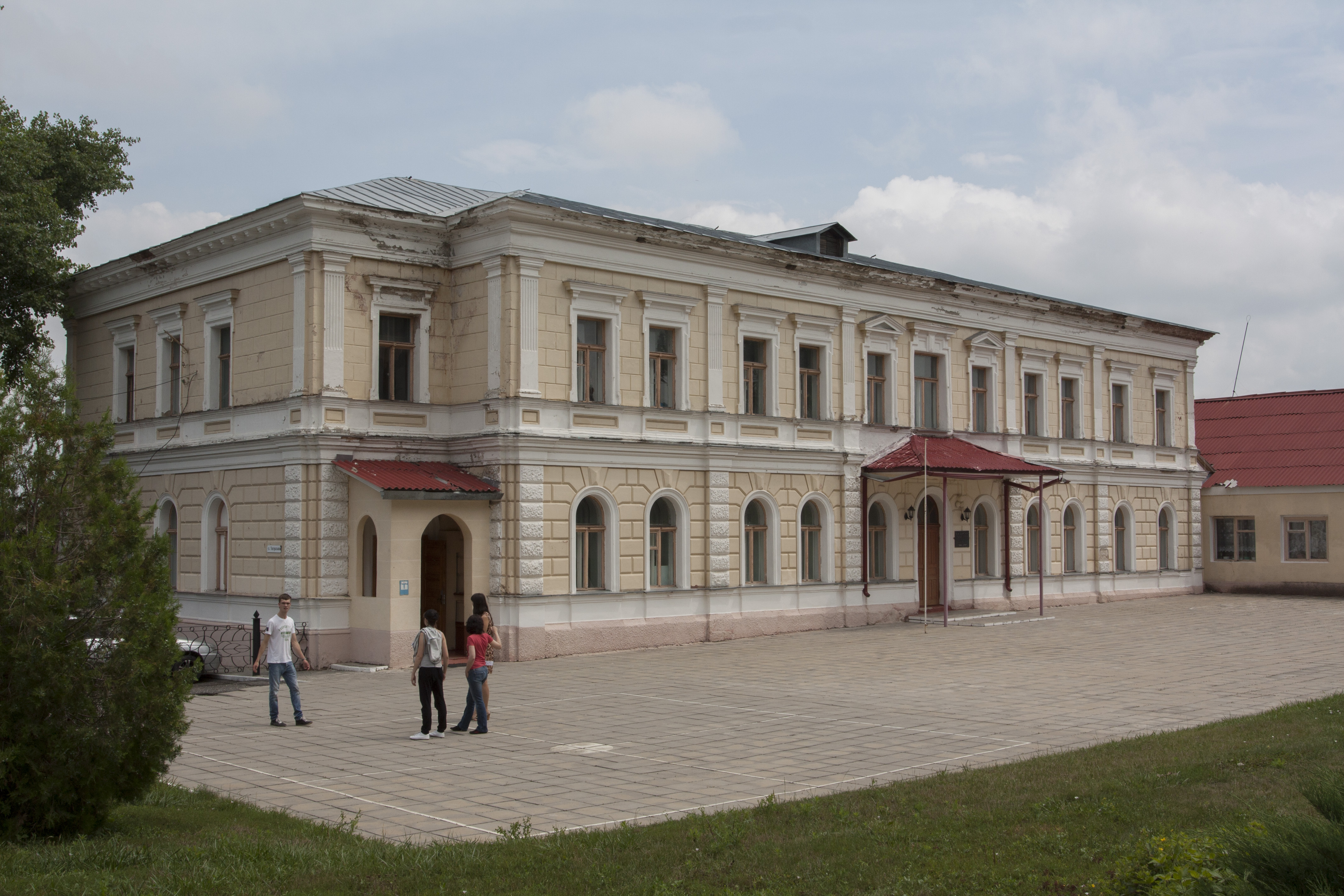
Charitonenko-Datsche, Krasnaja Jaruga
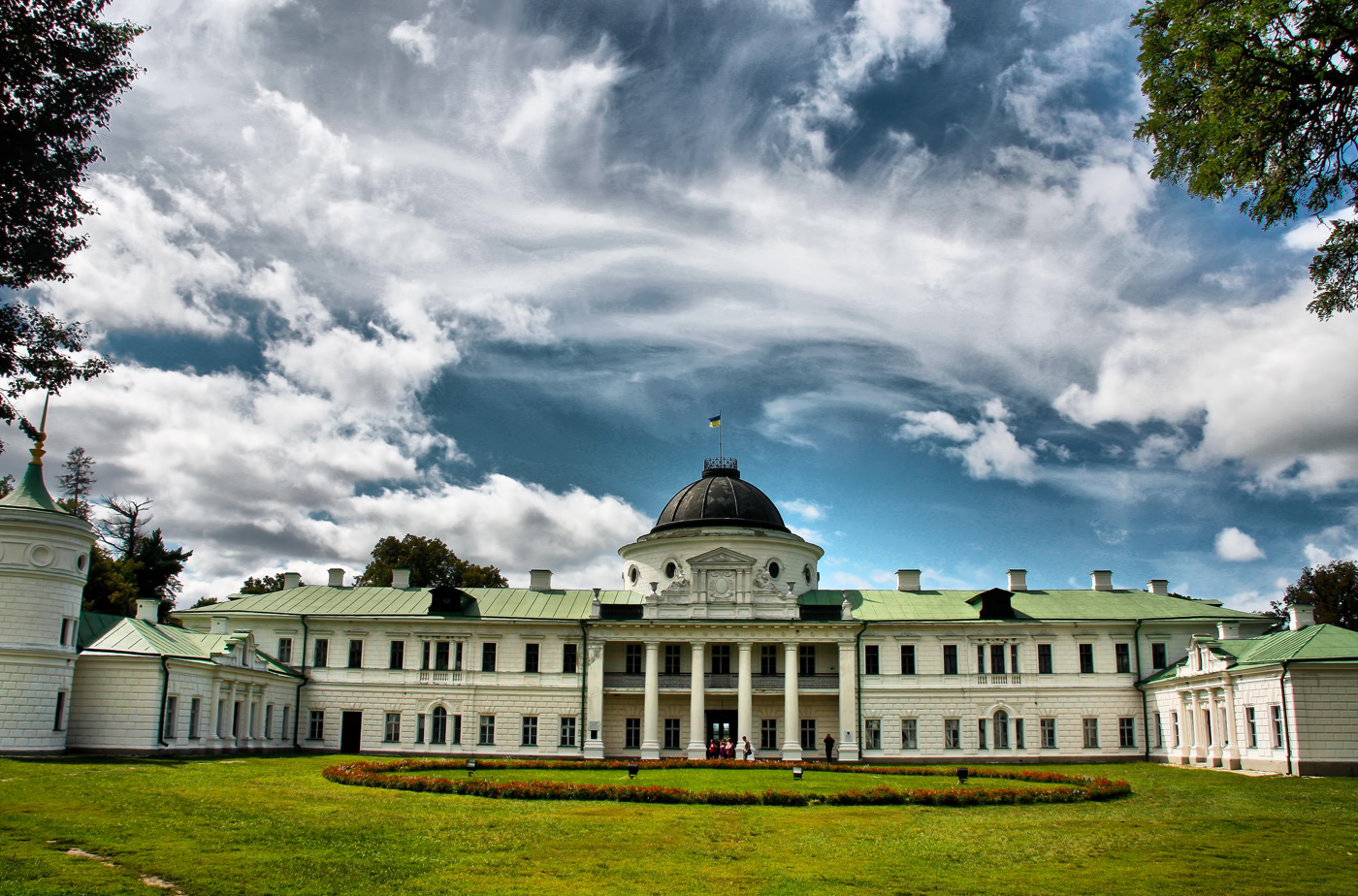
Herrenhaus Katschanowka
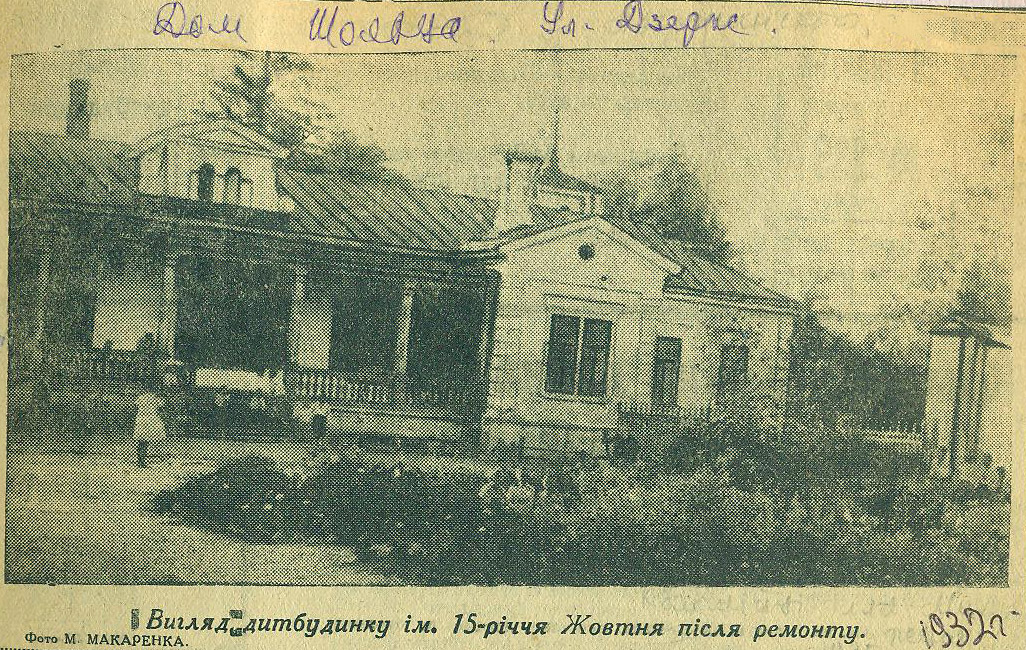
Scholz-Haus, Sumy (nicht erhalten)
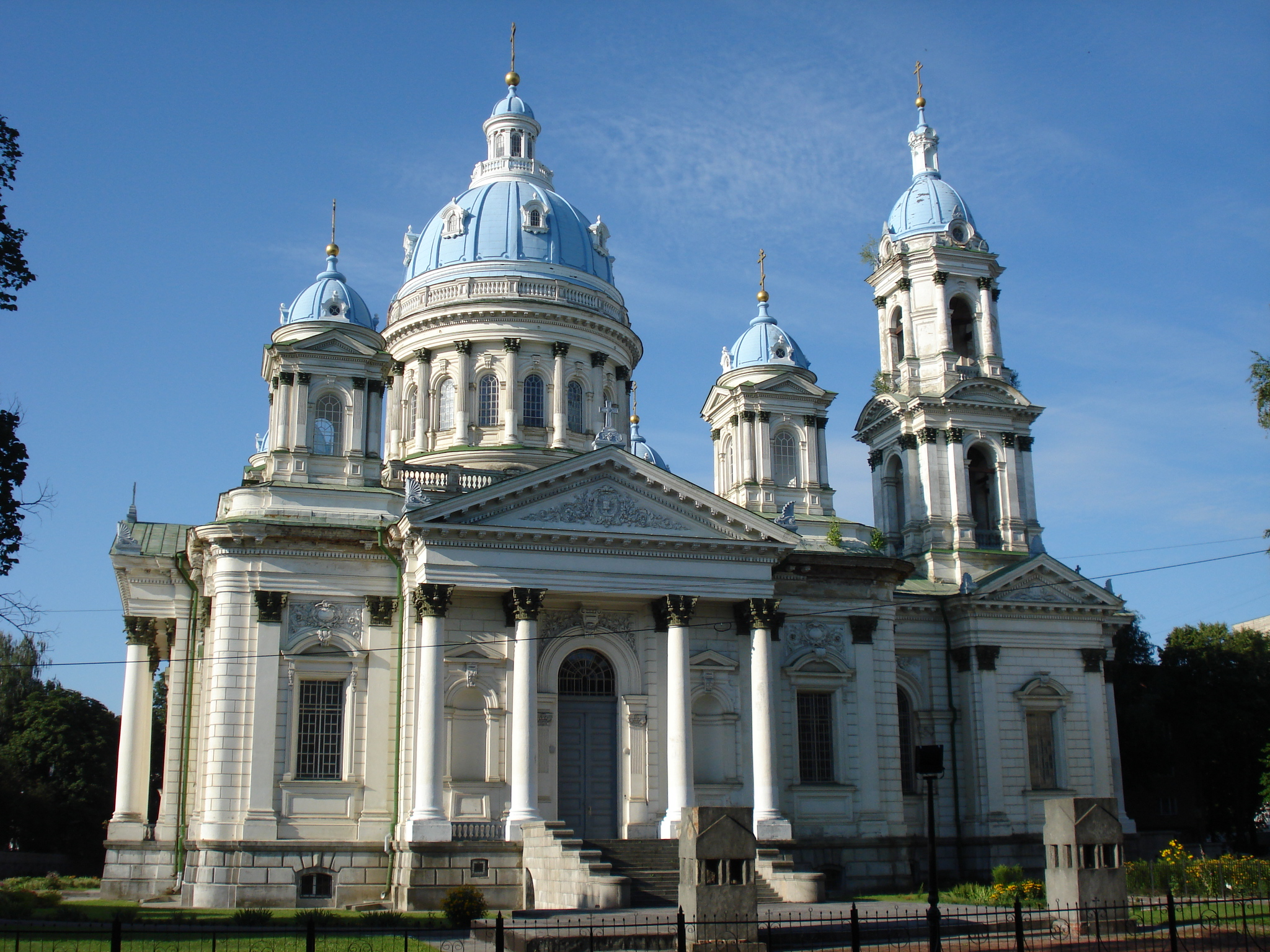
Dreifaltigkeitskathedrale, Sumy